# Cochemiea inexpectata
Cochemiea inexpectata es una especie de planta suculenta perteneciente al género Cochemiea, dentro de la familia Cactaceae. Es endémica del noreste de México (Tamaulipas) y anteriormente se le conocía como Neolloydia inexpectata.

## Descripción
Cochemiea inexpectata es una especie de cactus que crece tanto de forma individual como en grupos. Los tallos son cilíndricos, de color verde claro y crecen hasta 20 cm de alto. 
Los tallos están cubiertos de tubérculos cónicos dispuestos en espiral, no producen savia lechosa (látex) y poseen axilas (espacio que hay entre los tubérculos) desnudas. Sobre ellos se asientan areolas en las que se distinguen varias espinas centrales fuertes, y rectas, de color blanquecino con la punta oscura. También hay aproximadamente de 16 a 20 espinas radiales. 
Las flores tienen forma de embudo o de campana, son rosas y miden hasta 2 cm de largo. Los frutos son rojos y contienen semillas negras en su interior.

## Distribución y hábitat
El área de distribución nativa de esta especie es el noreste de México (concretamente en el estado de Tamaulipas) y crece principalmente en biomas desérticos o de matorrales secos.

## Taxonomía
La primera descripción de esta especie fue como Neolloydia inexpectata, publicada en 2012 por el botánico italiano Davide Donati en la revista científica Piante Grasse 32 (3): 7.
Posteriormente, el botánico británico Maarten H.J. van der Meer colocó la especie en el género Cochemiea, pasando a llamarse Cochemiea inexpectata y anotando estos cambios en la revista científica Cactologia Phantastica 2023 (1) -1: 1 (2023).
Etimología
- Cochemiea: nombre genérico que hace referencia a la tribu indígena Cochimí, que en el pasado ocupó un gran territorio de Baja California y cuya área es parte del área de distribución natural de este género.
- inexpectata: epíteto específico que proviene del latín inexpectatus, que significa "inesperado" o "sorpresivo", haciendo referencia a que la especie se descubrió de forma inesperada.[4]

## Usos
Se cultiva principalmente como planta ornamental y su propagación se realiza a través de esquejes o semillas.